# Fantasy Five
Fantasy Five è una raccolta di videogiochi pubblicata nel 1985 per Commodore 64 dalla filiale britannica della Commodore. Comprende cinque giochi molto diversi tra loro, tutti sviluppati da ungheresi e già pubblicati in precedenza come titoli autonomi dalla Commodore nel 1983-1984.

## Modalità di gioco
Di seguito le descrizioni dei cinque giochi in ordine alfabetico, con l'anno di copyright originale.
Buffalo Roundup (1983) - con visuale dall'alto, si controlla un cowboy a cavallo che deve spingere una mandria sparsa di bufali verso un cancello, prima che vagando fuoriescano dallo schermo attraverso alcuni passaggi.
Dancing Monster (1983) - un mostro, simile a un uomo-elefante con le corna, balla ininterrottamente per lo schermo. Il giocatore, controllando un mirino, deve colpire specifiche parti del suo corpo, seguendo le indicazioni testuali che vengono date di volta in volta. Le parti colpite al momento giusto spariscono e alla fine il mostro si trasforma in una principessa.
Photon Reflection (1984), uscito anche come Photony in Germania - uno o due giocatori controllano il proprio robot sopra una griglia formata da specchi con diverse inclinazioni. I robot possono ruotare su sé stessi, balzare tra i punti della griglia e sparare a navicelle e a un'astronave madre. Gli specchi riflettono i laser, sia dei giocatori sia dei nemici. C'è anche la modalità competitiva, dove uno dei giocatori difende l'astronave madre.
Save Me, Brave Knight (1983) - si controlla un cavaliere medievale, armato di lancia direzionabile, attraverso tre fasi sparatutto pseudo-tridimensionali: fuori dal castello si deve colpire un lucchetto mobile per entrare, dentro il castello si lotta contro mostri e streghe volanti, infine si affronta un drago a molte teste.
Spatial Billiard (1983) - una versione del biliardo che si svolge dentro uno spazio cubico visto in prospettiva, in assenza di gravità; le palle possono viaggiare in tre dimensioni.

## Accoglienza
Le recensioni storiche della raccolta e dei singoli giochi sono di difficile reperimento. Il giudizio di Commodore User 20 sulla raccolta fu medio-negativo. Tra i titoli singoli, Dancing Monster sembra avere un po' più notorietà e fu giudicato medio-buono da Home Computing Weekly 45, soprattutto come party game, e 22° miglior gioco per Commodore da Računari u vašoj kući (Serbia) del febbraio/marzo 1985.